# آدام فیلیپس (روان‌شناس)

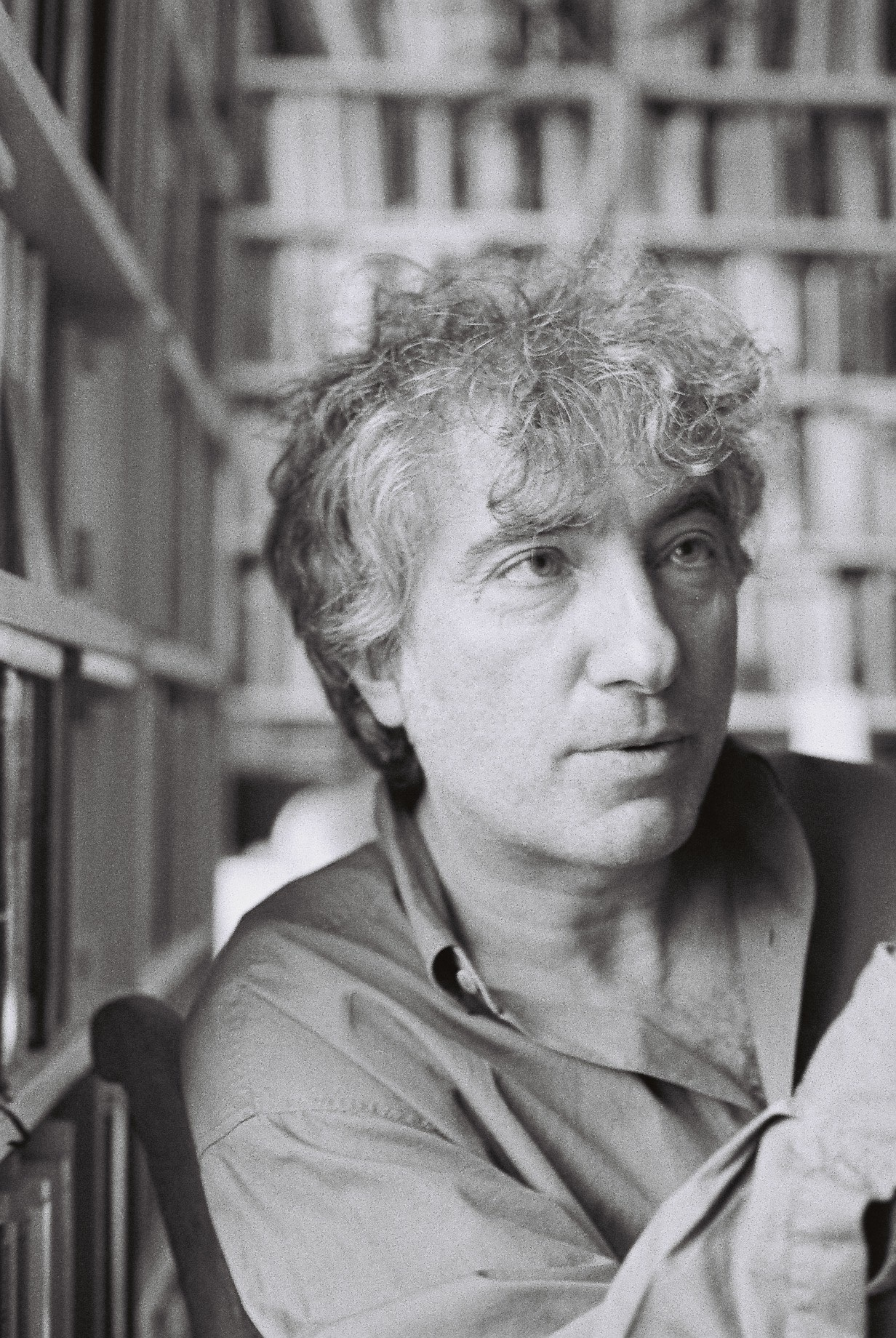
آدام فیلیپس - ۲۰۰۷

آدام فیلیپس (زاده ۱۹ سپتامبر ۱۹۵۴) یک روان‌درمانگر و نویسنده در حوزه روانکاوی بریتانیایی است.
او از سال ۲۰۰۳ ویراستار ترجمه‌های جدید نوشته‌های زیگموند فروید در انتشارات پنگوئن است. او همچنین یکی از همکاران نقد کتاب لندن است.
فیلیپس در سال ۱۹۵۴ در کاردیف ولز به دنیا آمد. او از نسل یهودیان لهستان است. او در یک خانواده بزرگ متشکل از خاله‌ها، دایی‌ها و عموزاده‌ها بزرگ شد و پدر و مادرش را «آگاهانه یهودی اما بی‌باور» توصیف می‌کند. در کودکی، به مطالعه پرندگان گرمسیری علاقه داشت و در نوجوانی بود که به ادبیات علاقه پیدا کرد. او در کالج کلیفتون تحصیل کرد.
او در ادامه به تحصیل زبان انگلیسی در کالج سنت جان در آکسفورد پرداخت و به عنوان نفر سوم کلاس فارغ‌التحصیل شد. خواندن زندگینامه کارل یونگ الهام بخش او شد تا روانکاو شود. او معتقد است که روانکاوی به شعر نزدیکتر است تا پزشکی: «برای من، روانکاوی همیشه یک اثر با زبان‌های مختلف ادبیات بوده‌است - نوعی شعرِ کاربردی.» او کارآموزی خود را بلافاصله پس از ترک آکسفورد آغاز کرد و از سن ۲۷ سالگی برای کار روانکاوی واجد شرایط بود. او علاقه خاصی به کودکان داشت و به عنوان روان درمانگر کودک شروع به کار کرد: «روان درمانی کودک مثل روان درمانی برای افراد غیر روان درمانگر است و این از لذت‌های آن است.»
فیلیپس به عنوان «بهترین نظریه‌پرداز حالات و نارسایی‌های روان‌شناسی نوگرایانه» توصیف شده‌است. فیلیپس برای منابع فکری خود از فلسفه، ادبیات، سیاست و غیره استفاده می‌کند. این مورد در عین حال که به فیلیپس فرصت گستردگی می‌دهد، در مقابل دیگران را «به کار او مشکوک» می‌سازد،طوری که او را «مضحک و گریزان و از نظر فکری لغزنده» نامیده‌اند.
فیلیپس دائماً از «ادعا» دربارهٔ بخش‌های خاص روانکاوی یا حتی دفاع از ارزش‌های خود روانکاوی خودداری می‌کند. او می‌گوید: «از نظر من، روانکاوی تنها یکی از کارهایی است که اگر احساس ناخوشی داشته باشید، ممکن است انجام دهید—همان‌طور که ممکن است سوزن دوزی یا گلایدر سواری را امتحان کنید. کارهای زیادی وجود دارد که می‌توانید در هنگام ناراحتی انجام دهید. من معتقد نیستم که روانکاوی بهترین کاری است که می‌توانید انجام دهید، با وجود اینکه برای آن ارزش زیادی قائل هستم.» او همچنین احتمال می‌دهد که «روانکاوی… به اسم جواب دادن به «بهترین کار چیست»، ما را از کار می‌اندازد… و الگوهایی را تحمیل می‌کند. روانکاوی می‌تواند پیوندهایی را پدیدمی‌آورد که باید به شیوه طبیعی خودشان پیدا می‌شدند.» او در پایان ادعا می‌کند: «روانکاوی نمی‌تواند بیمار را قادر سازد تا بداند چه می‌خواهد، بلکه فقط او را در معرضِ ریسک کشف آن قرار می‌دهد».
او در مورد ارتباط روانکاوی و علم می‌گوید: «روانکاوها نباید با چنین اشتیاقی به مدل علمیِ روان درمانی بپردازند. من فکر نمی‌کنم روانکاوی یک علم باشد یا حتی تلاشی برای آن بکند.»